# Gradiente latitudinal de diversidad

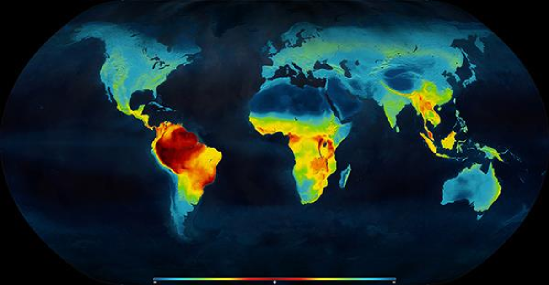
Distribución mundial de especies de vertebrados terrestres.La mayor concentración en rojo y la menor en azul.

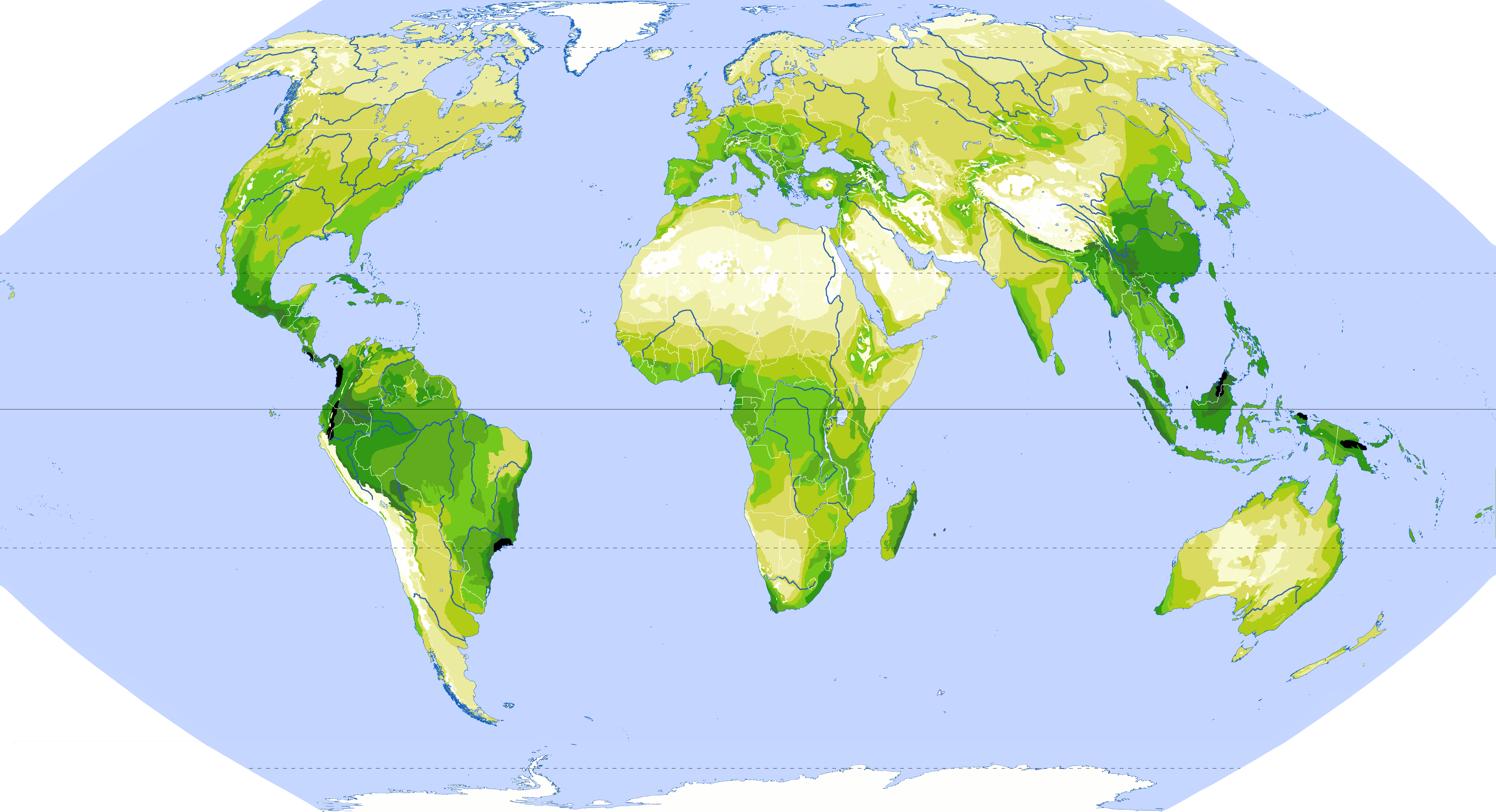
Biodiversidad de plantas vasculares. A mayor número de especies, más oscuro el color.

La biodiversidad o riqueza de especies aumenta desde los polos hacia el ecuador en una gran variedad de especies terrestres y oceánicas. Esto se conoce como el gradiente latitudinal de biodiversidad. El gradiente latitudinal es uno de los patrones ecológicos más reconocido. Ha sido observado en varios grados en el curso de la historia de la Tierra, no solo en el presente. Es similar al gradiente de biodiversidad altitudinal, aunque este está menos estudiado.
La explicación del gradiente latitudinal de biodiversidad es uno de los problemas más difíciles de biogeografía y ecología (Willig et al. 2003, Pimm and Brown 2004, Cardillo et al. 2005). El planteamiento "¿Qué determina los patrones de diversidad de especies?" fue uno de los 25 temas clave de investigación en la edición del 125 aniversario la revista Science (July 2005). No hay acuerdo entre los ecólogos sobre los mecanismos subyacentes y existen muchas hipótesis en discusión. Una revisión reciente señala que aun no se han encontrado las relaciones causales de estos dos tipos de gradientes (latitudinal y altitudinal).
La comprensión del gradiente de biodiversidad es uno de los objetivos principales de la ecología y la biogeografía. Además del interés puramente científico, este conocimineto es esencial para fines aplicados que afectan a la humanidad, tales como la dispersión de especies invasoras, el control de enfermedades y sus vectores y los posibles impactos del calentamiento global en el mantenimiento de la biodiversidad (Gaston 2000). Las áreas tropicales juegan papeles significativos en la distribución de la biodiversidad ya que las tasas de destrucción de hábitats y pérdida de biodiversidad son excepcionalmente elevadas.